# Xã Hanover, Quận Ashland, Ohio
Xã Hanover (tiếng Anh: Hanover Township) là một xã thuộc quận Ashland, tiểu bang Ohio, Hoa Kỳ. Năm 2010, dân số của xã này là 2.050 người.